# Psyllaephagus xuthus
Psyllaephagus xuthus är en stekelart som först beskrevs av Walker 1839.  Psyllaephagus xuthus ingår i släktet Psyllaephagus och familjen sköldlussteklar. Inga underarter finns listade i Catalogue of Life.